# Eliahou Bakshi-Doron
Eliahou Bakshi-Doron (en hébreu : אליהו בקשי דורון) est un rabbin israélien, né en 1941 à Jérusalem et mort le 12 avril 2020 dans la même ville. 
Grand-rabbin de Haïfa pendant 18 ans, il officie comme Rishon Letsion (grand-rabbin séfarade d'Israël) de 1993 à 2003.

## Biographie
Eliahou Bakshi naît à Jérusalem dans une fratrie de quatre enfants. Son père Ben-Sion, fils d’immigrés iraniens, est né en Palestine mandataire, sa mère Tova a émigré d’Alep. Il effectue sa scolarité à la Yechiva Hadarom affiliée au sionisme religieux mais poursuit ses études à la yechiva de Hébron, rattachée à l’ultra-orthodoxie lituanienne, et à la yechiva Kol Yaakov fondée par des autorités séfarades arrivées comme sa mère et sa future épouse de Syrie.
Nommé rabbin de quartier en 1970 à Bat Yam, il est promu grand-rabbin séfarade de la ville deux ans plus tard, puis accède en 1975 au grand-rabbinat de Haïfa pendant 18 ans au cours desquels il fonde l’établissement Morasha où il dispense ses cours. Appuyé par le grand-rabbin Ovadia Yosef, il remporte l’élection au grand-rabbinat séfarade d’Israël face à Hayim David Halevi, ancien grand-rabbin de Tel Aviv. Officiant conjointement au grand-rabbin ashkénaze Israël Meïr Lau, il est le premier Rishon Letsion depuis le rabbin Ouziel à n’être pas d’origine irakienne. 
Partisan du dialogue inter-confessionnel, il rencontre la figure religieuse musulmane turque Fethullah Gülen en 1998 et le pape Jean-Paul II lors de sa visite en Israël en 2000, ce qui lui vaut d'être critiqué par certains ultra-orthodoxes auxquels il s'était déjà opposé au cours d'une polémique sur la chemitta. Bien que certaines de ses décisions témoignent d’un souci d’adapter le judaïsme aux conditions de son temps, il s’en prend à plusieurs reprises au judaïsme réformé, qu’il compare au prince Zimri et dont il affirme qu’il a causé plus de torts au judaïsme que la Shoah — ces propos suscitent la critique des autoritées réformées mais aussi de l’historien Yehuda Bauer. Membre ou parrain de plusieurs œuvres de charité, il convoque une commission pour empêcher Yona Metzger de se présenter au poste de rabbin de ville.
Après sa retraite, il fonde les établissements Binyan Av à Jérusalem, et en assure la présidence. Il est inculpé pour corruption et abus de confiance en 2012 pour avoir décerné des titres rabbiniques à plusieurs membres des forces de sécurité sans justification, et est condamné à un an de prison avec sursis en 2017. Il est disculpé à titre posthume par la Cour suprême d'Israël le 25 mai 2021.
Il succombe à une infection au COVID-19 en avril 2020.

## Œuvres et décisions rabbiniques
Le rabbin Eliahou Bakshi-Doron est l’auteur de plusieurs ouvrages rabbiniques, dont un recueil de responsa et un autre de sermons, intitulés tous deux Binyan Av (hébreu : בניין אב, d’après ses initiales אליהו בקשי-דורון) ainsi que de plusieurs contributions au périodique Tehoumin qui traite de plusieurs questions du judaïsme au sein de l’État :
- il appuie la validité des unions civiles en Israël, exigeant cependant qu’elles ne soient pas appelées « mariage »
- il enjoint de faire promettre aux hommes séparés de fournir une lettre de divorce à leur épouse lorsqu’ils se séparent lors de l’acquisition d’un bien immobilier commun, et de transférer la propriété aux femmes au cas où leurs maris refuseraient de les répudier
- il autorise l’administration de chimiothérapies aux femmes enceintes même au prix de dommages pour le fœtus
- il inclut les hommes atteints de la maladie d’Alzheimer dans le quorum du minian.
- il autorise aux habitants de Maale Zeitim la venue au Mur des Lamentations avec un véhicule militaire le chabbat
- il dispense de dormir sous la soukka les habitants des zones dans lesquelles l’armée enjoint de fermer les demeures pour des raisons sécuritaires.